# Cotalpa lanigera
Espèce
Le Hanneton lanigère (Cotalpa lanigera, en anglais : Goldsmith beetle, gold bug) est un insecte coléoptère de la famille des Scarabaeidae qui se rencontre depuis le centre jusqu'à l'est de l'Amérique du Nord. 
Ce gros hanneton peu commun vit dans les boisés et forêts caducifoliés, et près des lisières. Il peut atteindre de 20 jusqu'à 26 mm de long, ou plus.

## Description
Sa livrée est crème verdâtre, un peu ponctuée de brun. Ses élytres et son pronotum sont finement marginés de noir. Ses yeux sont grisâtres, la tête et le pronotum coniques et carénés. Son scutellum est triangulaire, arrondi et blanc grisâtre. Ses élytres présentent quelques stries ponctuées de gris à brun foncé. Ses fémurs et ses tibias sont marron, ses tarses et ses métatarses noirs. Le tibia antérieur est finement dentelé sur la face intérieure, et présente trois larges dents à l'extrémité de la face extérieure. Ses griffes sont longues et noir luisant, fort arquées pour les pattes antérieures.

## Espèce proche
- Pelidnota punctata : livrée brun beige, et élytres ornés de 4 points.

## Liste des sous-espèces
Selon Catalogue of Life (25 août 2014) :
- sous-espèce Cotalpa lanigera obesa Casey, 1915